# Juan Goytisolo
Juan Goytisolo Gay (Barcelona, 6 de janeiro de 1931 - Marraquexe, 4 de junho de 2017) foi um escritor espanhol. 
Irmão dos também escritores José Agustín Goytisolo (1928–1999) e Luis Goytisolo (1935–).
Em 2008 recebeu o Prémio Nacional das Letras Espanholas, concedido pelo Ministério de Cultura de Espanha. 
Em 2014 recebeu o Prémio Cervantes, o mais prestigiado da literatura em língua espanhola.
Morreu em 4 de junho de 2017, aos 86 anos, em Marraquexe, Marrocos, onde residia desde 1997.

## Obras

### Ficção
- Juegos de manos (1954).
- Duelo en el Paraíso (1955).
- Trilogía El mañana efímero.
  - El circo (1957).
  - Fiestas (1958).
  - La resaca (1958).
- Para vivir aquí (1960).
- La isla (1961).
- La Chanca (1962).
- Fin de Fiesta. Tentativas de interpretación de una historia amorosa (1962). Relatos.
- Trilogía Álvaro Mendiola.
  - Señas de identidad (1966).
  - Reivindicación del conde don Julián (1970).
  - Juan sin Tierra (1975). .
- Makbara (1980).
- Paisagens depois da batalha - no original Paisajes después de la batalla (1982).
- Las virtudes del pájaro solitario (1988).
- La cuarentena (1991).
- La saga de los Marx (1993).
- El sitio de los sitios (1995).
- Las semanas del jardín (1997).
- Carajicomedia (2000).
- Telón de boca (2003).
- Novelas y ensayo 1954 - 1959. Obras completas vol. I (2005).
- Obra completa vol. II (narrativa y relatos de viaje) (2006).
- Obras completas vol. III (novelas de 1966 a 1982) (2006).
- Obras completas vol. IV (novelas de 1988 a 2003) (2008).
- Obras completas vol. V (autobiografía y viajes al mundo islámico) (2008).

### Ensaios
- Problemas de la novela (1959).
- Furgón de cola (1967).
- España y los españoles (1979).
- Crónicas sarracinas (1982).
- El bosque de las letras (1995).
- Disidencias (1996).
- De la Ceca a la Meca. Aproximaciones al mundo islámico (1997).
- Cogitus interruptus (1999).
- El peaje de la vida (2000, con Sami Naïr).
- El Lucernario: la pasión crítica de Manuel Azaña (2004).
- La saga de los Marx (2005).
- Contra las sagradas formas (2007).
- Ensayos escogidos (2008).

### Outras
- Campos de Níjar (1954): viagens, reportagem.
- Pueblo en marcha. Tierras de Manzanillo. Instantáneas de un viaje a Cuba (1962): viagens, reportagem.
- Obra inglesa de Blanco White (1972): edição.
- Coto vedado (1985): memórias.
- En los reinos de taifa (1986): memórias.
- Alquibla (1988): guião televisivo para TVE.
- Estambul otomano (1989): viagens.
- Aproximaciones a Gaudí en Capadocia (1990) :viagens.
- Cuaderno de Sarajevo (1993): viagens, reportagem.
- Argelia en el vendaval (1994): viagens, reportagem.
- Paisajes de guerra con Chechenia al fondo (1996): viagens, reportagem.
- Lectura del espacio en Xemaá-El-Fná (1997).
- El universo imaginario (1997).
- Diálogo sobre la desmemoria, los tabúes y el olvido (2000): diálogo com Günter Grass.
- Paisajes de guerra: Sarajevo, Argelia, Palestina, Chechenia (2001).
- Pájaro que ensucia su propio nido (2001): artigos.
- Memorias (2002).
- España y sus Ejidos (2003).

## Prémios
| Ano  | Prémio                           |
| ---- | -------------------------------- |
| 1985 | Prémio Europália                 |
| 1993 | Prémio Nelly Sachs               |
| 2002 | Prémio Octavio Paz de Literatura |
| 2004 | Prémio Juan Rulfo                |
| 2008 | Prémio Letras Españolas          |
| 2014 | Prémio Cervantes                 |